# Mucor zychae
Mucor zychae är en svampart. Mucor zychae ingår i släktet Mucor och familjen Mucoraceae.

## Underarter
Arten delas in i följande underarter:
- linnemanniae
- zychae